# Hans de Beaufort-beker
De Hans de Beaufort-beker is hoogste onderscheiding in de Nederlandse motorsportwereld die -in principe jaarlijks, en tegenwoordig op het jaarlijkse motorsportgala in januari- door de KNMV wordt uitgereikt aan een Nederlandse motorrijder die zich in een bepaald jaar bijzonder heeft geprofileerd. Als er in een jaar geen motorsporter is die aan alle eisen voldoet, wordt de prijs niet toegekend.
De prijs is genoemd naar de Nederlandse motorrijdende verzetsman Hans de Beaufort, die in 1942 in Dijon (Frankrijk) werd gefusilleerd door de Duitsers. De Hans de Beaufort-beker werd in 1947 voor het eerst uitgereikt aan Dick Renooy.

## Lijst van winnaars
N.B. De jaartallen betreffen het jaar waarvoor de prijs is uitgereikt.